# 瑙焦恰德
瑙焦恰德，是匈牙利维斯普雷姆州所辖的一个村，总面积13.96平方公里，总人口658，人口密度47.1人/平方公里（2010年1月1日）。